# Детский санаторий имени Боброва
Детский санаторий им. Боброва — санаторий для лечения детей, больных костным туберкулёзом, расположен в Алупке (Республика Крым).

## История

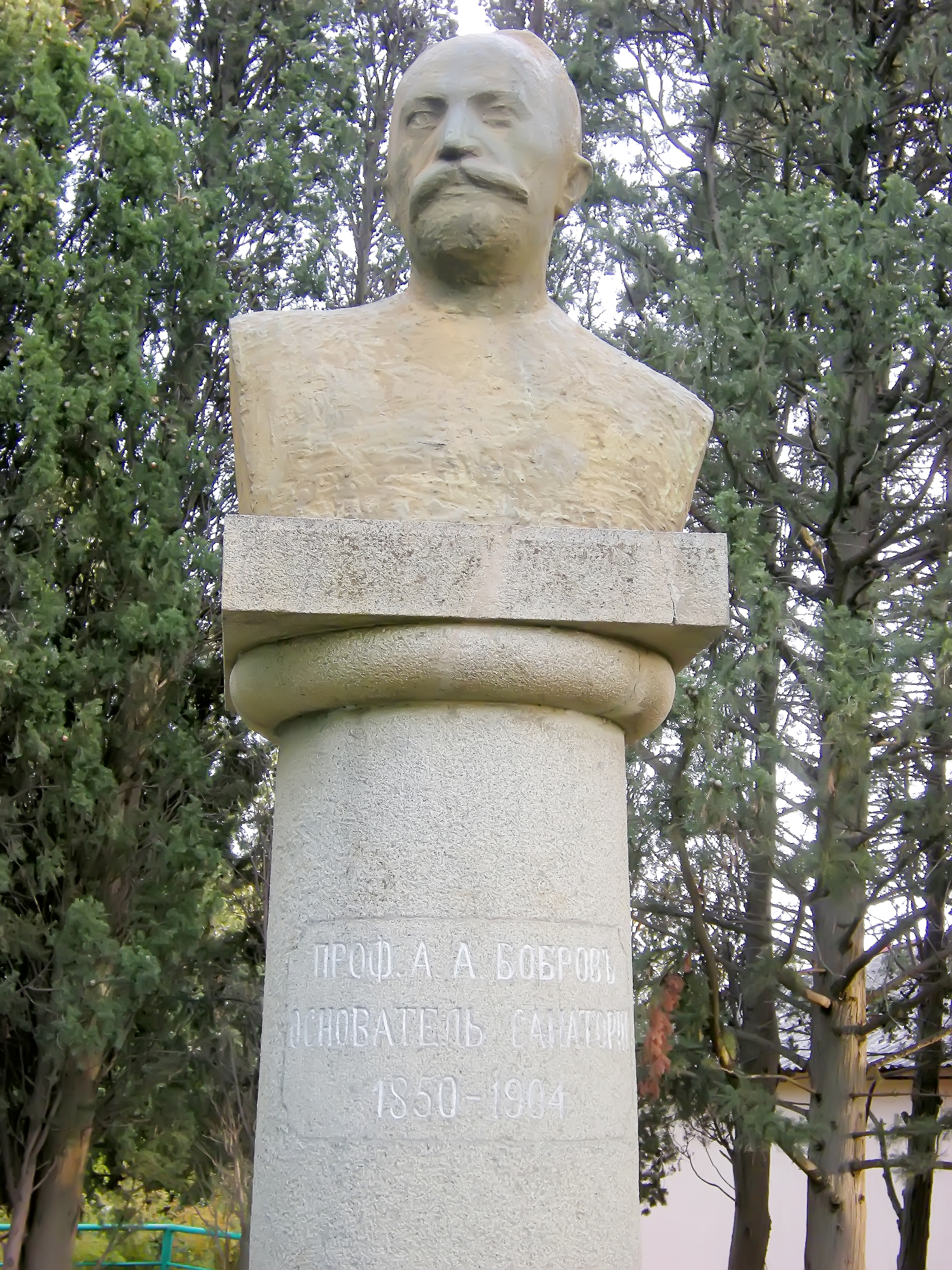
Бюст профессора А. А. Боброва. Алупка, улица Ленина, 35, детский санаторий им. профессора А. А. Боброва, у климато-лечебного павильона

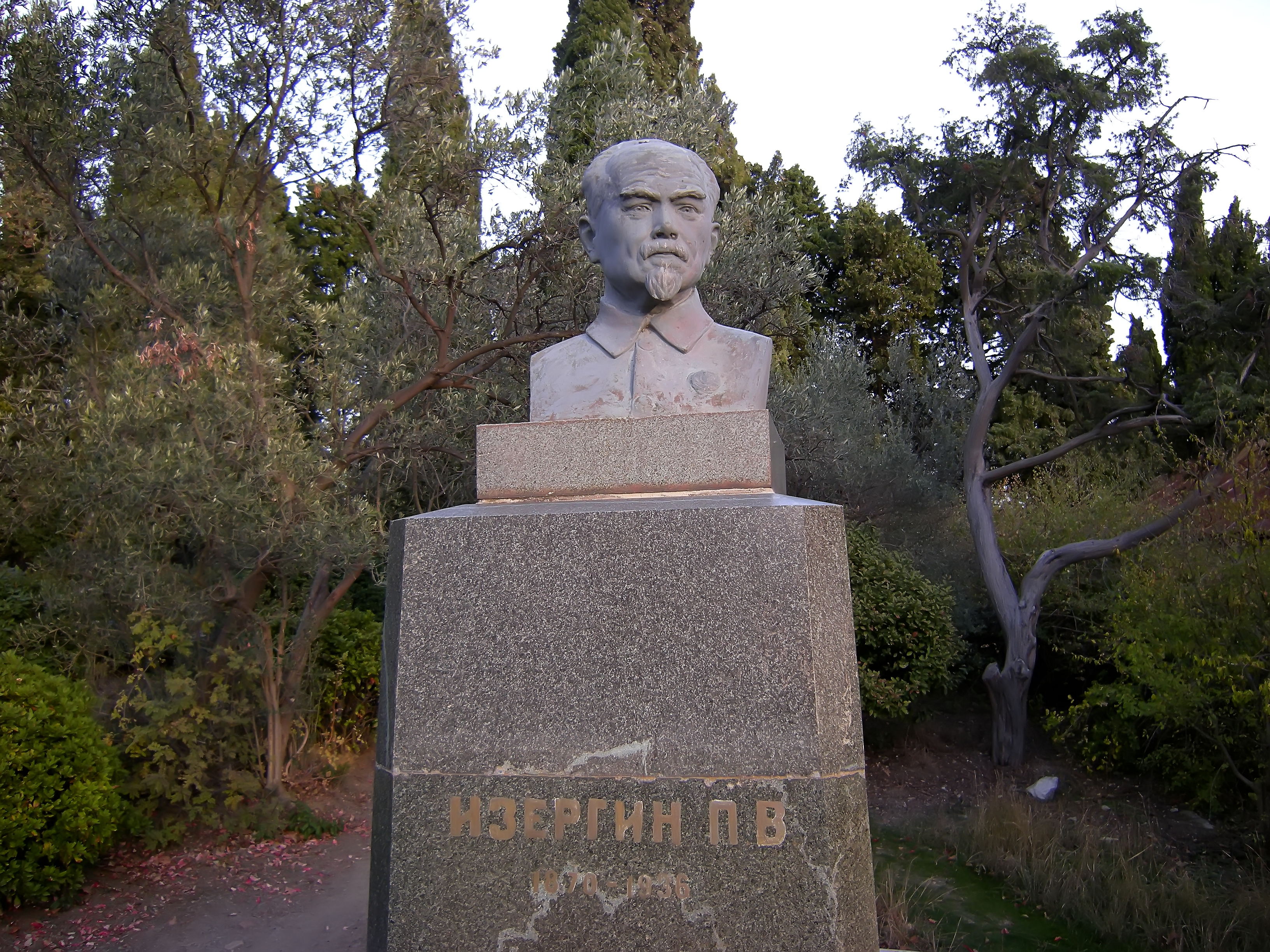
Бюст П. В. Изергина: улица Ленина, 35, детский санаторий им. проф. А. А. Боброва, у корпуса № 6, Алупка

Является первым в Европе детским санаторием. Основан 16 апреля 1902 профессором А. А. Бобровым, учеником и последователем Н. И. Пирогова, пионером многих методов хирургии.
Профессор купил участок земли и основал «Общество санатория для детей в Алупке». Идею создания санатория для детей, больных костным туберкулезом, поддержали известные медики России, строительство велось на деньги самого Боброва, пожертвования коллег и представителей знати. Несколько коек в санатории содержали члены императорской семьи.
После кончины основателя лечебницы профессора А. А. Боброва руководил санаторием до конца жизни П. В. Изергин. Во время гражданской войны он менял собственные вещи на продукты, чтобы накормить детей, лечившихся в санатории. Открыл в санатории школу для пациентов, находящихся на лечении в течение многих месяцев. Умер в рабочем кабинете от кровоизлияния в мозг. Был похоронен на территории санатория. В 1960-е годы прах А. В. Изергина был перезахоронен у горы Кошка в посёлке Симеиз.
Традицию благотворительности и поныне поддерживает его правнучка — гражданка Германии Ольга Леннартц, которая основала в городе Фирзен Общество помощи детям Бобровки.
В 1952—1955 годах — врачом-фтизиатром, в 1955—1962 годах — рентгенологом, в 1962—1964 годах — заведующий отделением, с 1964 года — заместитель главного врача по медицинской частитут работала Е. А. Журавлёва, Депутат Верховного Совета СССР 8-10-го созывов.
С 2014 года — «Республиканский детский противотуберкулёзный санаторий им. А. А. Боброва». Профили: лечение и профилактика заболеваний опорно-двигательного аппарата, заболеваний органов дыхания, функциональных расстройств нервной системы.